# Yangjiao, Tang
Yangjiao är en socken i Kina. Den ligger i provinsen Hebei, i den norra delen av landet, omkring 180 kilometer sydväst om huvudstaden Peking. Antalet invånare är 12 031. Befolkningen består av 5 804 kvinnor och 6 227 män. Barn under 15 år utgör 19,0 %, vuxna 15-64 år 71 %, och äldre över 65 år 9,0 %.
Runt Yangjiao är det tätbefolkat, med 383 invånare per kvadratkilometer. Närmaste större samhälle är Baihe, 18,8 km sydost om Yangjiao. Trakten runt Yangjiao består till största delen av jordbruksmark.
Genomsnittlig årsnederbörd är 675 millimeter. Den regnigaste månaden är juli, med i genomsnitt 200 mm nederbörd, och den torraste är januari, med 3 mm nederbörd.